# Zhucheng
Zhucheng, é uma cidade-condado sob administração da cidade-prefeitura de Weifang, na província de Shandong, China. Devido ao grande número de fósseis de dinossauros descobertos, ela também foi chamada de "Cidade do Dragão Chinês". Localizada no sudeste da Península de Shandong, na junção das montanhas Taiyi e da planície de Jiaowei, ao extremo sul da cidade de Weifang, a cidade de Qingdao a leste e a cidade de Rizhao a oeste. A cidade cobre uma área de 2.182,7 quilômetros quadrados, com 13 vilas e ruas, 1 zona de desenvolvimento econômico provincial, 235 comunidades e uma população atual de 1,08 milhão de habitantes.

## História
Anteriormente, Zhucheng era chamado de Langya (琅琊). De lá, o imperador Qin Shi Huang enviou Xu Fu para navegar para o Japão em 210 aC, em busca do elixir da juventude.
Zhang Zeduan, o pintor da Dinastia Song, nasceu em Zhucheng em 1085. Foi também o local de nascimento da última esposa de Mao Zedong, Jiang Qing, que era a líder da Camarilha dos Quatro. Zhao Shucong 赵 树丛, vice-governador da província de Anhui é natural de Zhucheng.

## Importância para Paleontologia
Desde 1960, Zhucheng foi identificado como um importante sítio fóssil. A população local que já utilizava os fósseis ricos em cálcio no preparo de remédios tradicionais para o tratamento de dores musculares e outras enfermidades. O maior fóssil de hadrossauro foi escavado em Zhucheng durante a década de 1980 e está em exibição em um museu local. Os cientistas coletaram mais de cinquenta toneladas de fósseis desde 1960.
A cidade também tem sido o centro de operações de contrabando e saque de restos fósseis. Em janeiro de 2008, a Austrália devolveu centenas de quilos de restos fósseis de origem chinesa, incluindo ovos de dinossauros fossilizados. Os fósseis foram recuperados por meio de uma operação secreta realizada em armazéns portuários.